# Johnny Preston
Johnny Preston (Port Arthur (Texas), 18 augustus 1939 - Beaumont, 4 maart 2011) was een Amerikaanse rock-'n-rollzanger. Hij is vooral bekend van zijn hit Running Bear.

## Biografie
Johnny Preston werd op 18 augustus 1939 in Texas geboren als John Preston Courville. Hij heeft Cajun en Duitse voorouders. Preston ging naar school in Beaumont, Texas en vormde daar zijn eerste bandje: The Shades. Toen ze op een avond in 1958 in een club in Beaumont speelden, werd Preston ontdekt door J.P. Richardson, beter bekend als The Big Bopper. Richardson was onder de indruk van Prestons zangtalent en bood hem aan een nummer op te nemen. Preston was echter zo zenuwachtig tijdens deze opname dat er nooit een single uitgegeven werd. Richardson bood Preston echter een tweede kans en vroeg hem het door hem geschreven nummer Running Bear in te zingen. Richardson werd bij het schrijven van het nummer over de Indianen Running Bear en zijn geliefde Little White Dove geïnspireerd door een reclame van Dove zeep. Hoewel Preston niet onder de indruk was van het nummer, nemen ze het toch op. De Indianengezangen in het nummer worden gezongen door Richardson, countryzanger George Jones en producer Bill Hall.
Vlak voordat Mercury Records het nummer wilde uitbrengen, kwam J.P. Richardson om het leven bij een vliegtuigongeluk. Bij dit ongeluk op 3 februari 1959 kwamen ook Buddy Holly en Ritchie Valens om het leven. Vanwege dit voorval werd de release van de single uitgesteld tot augustus 1959. Het nummer werd langzaam bekend en werd uiteindelijk een nummer 1-hit in Amerika en het Verenigd Koninkrijk. In Nederland en Vlaanderen bereikte het nummer de tiende plaats. Ook de opvolgers Cradle of love en Feel so fine, een cover van Shirley & Lees Feel so good werden hits. Ook in het Verenigd Koninkrijk waren deze nummers populair, waardoor Preston vaak naar Engeland afreisde om daar onder andere met Conway Twitty en Freddy Cannon op te treden.
In 1961 was het succes van Johnny Preston vrijwel overal over. In zijn thuisland had hij nog twee kleine hitjes met Leave my kitten alone, een Little Willie John-cover, en Free me. Daarna is hij in de vergetelheid geraakt. Preston trad echter nog steeds op in Amerika en Engeland met zijn oude repertoire en woonde in Texas. Voor zijn pionierswerk voor de rockabilly is Johnny Preston opgenomen in de Rockabilly Hall of Fame.
Preston stierf op 71-jarige leeftijd aan de gevolgen van hartfalen. Preston werd begraven in het Oak Bluff Memorial Park in Port Neches, vlak bij Nederland.

## Discografie

### Singles
| Single met hitnotering(en) in oude hitlijsten | Datum van verschijnen | Datum van binnenkomst | Hoogste positie | Aantal maanden | Opmerkingen                        | Bron                 |
| --------------------------------------------- | --------------------- | --------------------- | --------------- | -------------- | ---------------------------------- | -------------------- |
| Running Bear                                  |                       | apr 1960              | 12              | 4M             | met The Big Bopper en George Jones | Muziek Parade Top 20 |
| Running Bear                                  |                       | mei 1960              | 10              | 1M             | met The Big Bopper en George Jones | Muziek Expres Top 15 |
| Cradle of love                                |                       | aug 1960              | 13              | 1M             |                                    | Muziek Expres Top 15 |
| Cradle of love                                |                       | aug 1960              | 15              | 1M             |                                    | Muziek Parade Top 20 |
| Cradle of love                                |                       | 5-8-1960              | 19              | 1              |                                    | Foon                 |
| Charming Billy                                |                       | 25-11-1960            | 20              | 2              |                                    | Foon                 |

| Single met hitnotering(en) in de Vlaamse Ultratop 50 | Datum van verschijnen | Datum van binnenkomst | Hoogste positie | Aantal weken | Opmerkingen                                              |
| ---------------------------------------------------- | --------------------- | --------------------- | --------------- | ------------ | -------------------------------------------------------- |
| Running Bear                                         |                       | mei 1960              | 10              | 2M           | met The Big Bopper en George Jones in de Juke Box Top 20 |
| Cradle of love                                       |                       | jul 1960              | 6               | 2M           | in de Juke Box Top 20                                    |
| Feel so fine                                         |                       | aug 1960              | 6               | 2M           | in de Juke Box Top 20                                    |
| Charming Billy                                       |                       | nov 1960              | 19              | 2M           | in de Juke Box Top 20                                    |

- Biblioteca Nacional de España: XX4938130
- Bibliothèque nationale de France: cb140437753 (data)
- Gemeinsame Normdatei: 134488458
- International Standard Name Identifier: 0000 0003 5411 9982
- Library of Congress Control Number: n94116249
- MusicBrainz: ac5fc994-05fc-4bf2-ac01-25977bf9e76b
- Nationale Bibliotheek van Tsjechië: xx0192648
- Virtual International Authority File: 14974011
- WorldCat: E39PBJjRXWt3YyvKP9DqkHjKVC